# Zmena zdola, Demokratická únia Slovenska
Zmena zdola, Demokratická únia Slovenska (zkratka Zmena zdola, DÚ, česky Změna zdola, Demokratická strana Slovenska; dříve Liberálnodemokratická únia a Demokratická únia Slovenska) je slovenská liberální politická strana. Předsedou strany je od jejího vzniku Ján Budaj.

## Historie
Stranu založila skupina členů tehdejší Demokratické únie, nespokojených s jejím sloučením s SDKÚ. Tuto skupinu vedl Ján Budaj, který byl na ustanovujícím republikovém sněmu 4. listopadu zvolen za předsedu strany. Strana byla zaregistrována na ministerstvu vnitra SR 7. září 2000 pod původním názvem Liberálnodemokratická únia.
V roce 2002 byla strana přejmenována na název Demokratická únia Slovenska', podobný názvu zaniklých stran Demokratická únia Slovenska z roku 1994 a Demokratická únia z roku 1995. V roce 2010 byla strana přejmenována na současný název Zmena zdola, Demokratická únia Slovenska.

## Volební výsledky
- 2002 (parlamentní volby) – strana kandidovala do voleb v koalici s Demokratickou stranou. Těsně před volbami však Demokratická strana stáhla kandidátku s doporučením pro své příznivce volit SDKÚ. Vlastním přičiněním tak vyřadila Demokratickou únii Slovenska z volební soutěže.
- 2004 (volby do Evropského parlamentu) – volební zisk 0,19 % hlasů, do EP se nedostala.
- 2006 (parlamentní volby) – politici strany se zúčastnili voleb na kandidátce Slobodného fóra, které se do parlamentu nedostalo
- 2012 (parlamentní volby) – strana se zúčastnila voleb samostatně, se ziskem 1, 29 % se do parlamentu nedostala
- 2016 (parlamentní volby) – politici strany se zúčastnili voleb na kandidátce hnutí OBYČAJNÍ ĽUDIA a nezávislé osobnosti, které se dostalo do parlamentu
- 2020 (parlamentní volby) – politici strany se zúčastnili voleb na kandidátce hnutí OBYČAJNÍ ĽUDIA a nezávislé osobnosti, které se dostalo do parlamentu, předseda strany Ján Budaj se následně stal ministrem životního prostředí ve vládách Igora Matoviče a Eduarda Hegera